# Ruée vers l'or de l'Altaï
La ruée vers l'or de l'Altaï, chaîne de montagne de Sibérie dont l'appellation provient d'un mot turco-mongol qui signifie « pièce d'or » (cf. altun), a culminé au milieu du XIXe siècle, après avoir débuté au siècle précédent, lorsque les gisements d'argent ont aussi été exploités pour leur contenu aurifère.

## Histoire
L'Altaï de minerai se trouve surtout dans la région comprise entre les rivières Tcharych et Irtych. Pour les métaux précieux, l'Altaï, considéré comme la limite méridionale naturelle de la Sibérie, compte deux régions minéralogiques. Celle de Nertchinsk, avec ses sables aurifères, comptait des mines d'argent en activité depuis les années 1720, pénalisées par l'extrême pauvreté du minerai et travaillées par des populations de race finnoise, aux confins extrêmes de la Sibérie puis exploitées ensuite par Akenfi Demidoff. Celle des monts Alataou, où l'exploitation de l'or est bien plus récente, voit son expansion remonter seulement à 1830.
« Il est arrivé par les derniers traineaux, dit la Gazette de France du 4 avril 1772, reprenant des nouvelles de Saint-Pétersbourg, une quantité considérable d'or et d'argent des mines de Sibérie, de la région de Nertchinsk et des montagnes d'Altaï ». Leur plus grande prospérité fut atteint vers 1765, et c'est l'or qui est recherché au début du siècle suivant, par la dissolution chimique de l'argent, exploité à Kbolivano-Voskressenski, et aux environs de Nertchinsk, où 12 mines fournissent annuellement 3 000 pouds (un poud représente 16 kilos) en 1838, soit 48 tonnes d'argent. L'Altaï, mot qui signifie en turco-mongol, « la chaîne de montagnes d'or », se découvre aussi de riches mines à Schlangenberg, Smeïnogorsk, Ridderski et Syrianowski. À cette ruée vers l'or de l'Altaï, va succéder une ruée vers l'or de l'Oural, qui durera un peu plus longtemps.
Le naturaliste, géographe et explorateur allemand Alexander von Humboldt prend en 1829 la tête d'une expédition scientifique dans l'Altaï, afin d'y étudier le magnétisme terrestre et la géologie. Organisée par l'Empereur de Russie, elle compte parmi ses membres le savant Platon de Tchihatcheff, (1802-1892), auteur treize ans plus tard des deux premières ascensions du Pic d'Aneto, sommet des Pyrénées L'exploitation des districts aurifères de l'Altaï est alors partagée entre les particuliers et la couronne russe. En se réservant le versant occidental de la chaîne, cette dernière a livré le versant oriental aux efforts de l'industrie privée. Le droit de 20 % à 25 % perçu au profit du Tsar de Russie incite cependant à dissimuler, autant que possible, une partie de l'or extrait: seulement un cinquième de la production serait déclarée, selon l'estimation d'un ingénieur.
Alexander von Humboldt calculera que la production d'or de toute la Russie s'est accélérée entre 1823 et 1838, grâce aux mines de l'Altaï, avec une moyenne de 15,2 tonnes d'or par an. En 1836, 293 pouds d'or (un poud est égal à environ 16 kilos) provenaient de l'Oural et 104 pouds de l'Altaï. L'année suivante, en 1837, l'Altaï donna 160 pouds d'or et l'Oural 309 pouds. En 1844, on découvre dans l'Altaï des couches de sable d'or du même type que celles de l'Oural, dont la production est distribuée vers l'orient par la maison Popof, spécialisée dans le commerce de l'Asie intérieure. Résultat, en 1845, l'Oural a donné seulement 5 tonnes d'or et l'Altaï 16 tonnes. L'année 1847 est le point culminant de la production d'or en Russie. L'administration des mines affiche un chiffre de 28,5 tonnes pour les résultats combinés de l'Oural et de l'Altaï.